# Tangara johannae
Tangara johannae là một loài chim trong họ Thraupidae.